# (10136) Gauguin
(10136) Gauguin ist ein Asteroid des Hauptgürtels, der am 20. Juli 1993 vom belgischen Astronomen Eric Walter Elst am La-Silla-Observatorium (IAU-Code 809) der Europäischen Südsternwarte in Chile entdeckt wurde.
Der Himmelskörper wurde am 28. Juli 1999 nach dem französischen Maler Paul Gauguin (1848–1903) benannt, der als Post-Impressionist vor allem durch seine Bilder aus der Südsee bekannt wurde.